# La Harmoye
La Harmoye är en kommun i departementet Côtes-d'Armor i regionen Bretagne i nordvästra Frankrike. Kommunen ligger i kantonen Plœuc-sur-Lié som tillhör arrondissementet Saint-Brieuc. År 2022 hade La Harmoye 379 invånare.

## Befolkningsutveckling
Antalet invånare i kommunen La Harmoye
Referens:INSEE